# Kenny Moreno
Kenny Moreno est une joueuse colombienne de volley-ball née le 6 janvier 1979 à  Turbo. Elle mesure 1,84 m et joue au poste d'attaquante. Elle totalise 12 sélections en équipe de Colombie.

## Clubs
| Club                         | De        | À         |
| ---------------------------- | --------- | --------- |
| Leites Nestlé                | 1998-1999 | 1998-1999 |
| La Bancaria de Catamarca     | 1999-2000 | 2000-2001 |
| Columbia College of Missouri | 2001-2001 | 2001-2001 |
| Volley Club Padova           | 2002-2003 | 2002-2003 |
| Volley 2002 Forlì            | 2003-2004 | 2005-2006 |
| JT Marvelous                 | 2006-2007 | 2007-2008 |
| Aprilia Volley               | 2008-2009 | 2008-2009 |
| Hyundai Hillstate            | 2009-2010 | 2010-2011 |
| Parme Volley Girls           | 2011-2012 | 2011-2012 |
| İqtisadçı VK                 | jan 2012  | avr 2012  |
| Robursport Volley Pesaro     | 2012-2013 | 2012-2013 |
| Bursa BBSK                   | 2013-2014 | 2013-2014 |
| Guangdong Hengda             | 2014-2015 | 2014-2015 |
| Omnia Volley 88 Cisterna     | 2015-2016 | 2015-2016 |
| Pallavolo Scandicci          | oct 2016  | déc 2016  |

## Palmarès

### Clubs
- Championnat de Corée du Sud
  - Vainqueur : 2011.

### Distinctions individuelles
- Coupe panaméricaine de volley-ball féminin 2016: Meilleure marqueuse[3].